# Sean Kingston
Kisean Anderson (født 3. februar 1990) bedre kendt som Sean Kingston, er en R&B/reggae/hiphop-sanger og rapper fra USA. Sean Kingston udgav i 2007 det selvbetitlede debutalbum, som inkluderede hitsinglen "Beautiful Girls".
Sean Kingston har blandt andet varmet op for Gwen Stefani og Beyonce.

## Diskografi
- Sean Kingston (2007)
- Tomorrow (2009)
- Back 2 Life (2013)